# Parti de l'unité nationale (Canada)
Pour les articles homonymes, voir Parti de l'unité nationale.

Drapeau du Parti de l'unité nationale, un parti fasciste fondé en 1938 à la suite de la fusion du Parti national social chrétien du Québec avec le canadian Nationalist Party. L'emblème du flambeau est également utilisé par leur journal Le Combat national.

Le Parti de l'unité nationale du Canada (PUNC) est un mouvement politique canadien. Fondé à Kingston en 1938, il est dirigé jusqu'en 1967 par le journaliste Adrien Arcand. Ce dernier est connu dans le milieu de la presse en raison de ses prises de position en faveur du mouvement nazi qu'instituait Adolf Hitler. 

## Activités au temps du nazisme en Europe
À l'époque où il dirige le Parti national social chrétien (PNSC), Arcand a su tisser des liens avec des clubs nazis et autres clubs racistes de l'Ontario et du Québec qui lui ont permis d'édifier un nouveau groupe à saveur politique[pas clair]. Pour Radio Canada, Arcand est un « disciple » d'Hitler : Arcand aime se faire appeler le « Führer canadien » et fait des juifs les boucs émissaires d'une époque où la société traverse une crise économique. Après le début de cette crise en 1929, il fonde deux journaux où il parle d'une conspiration juive mondiale. Ce premier parti et le journal que dirigeait ce journaliste affichaient librement des croix gammées et des propos à teneur antisémite dans l'ensemble de ses articles. Ils finirent par êtres identifiés comme « Les Chemises bleues », en référence à la faction version « québécoise » des « Chemises brunes » d'Hitler ou des « Chemises bleues » de la France[pas clair].
Avec l'union du PNSC et des groupes fascistes de l'Ontario et du Québec, avec lesquels Adrien Arcand a tissé des liens, le Parti de l'unité nationale du Canada (PUNC) voit le jour avec Arcand comme chef et Joseph C. Farr comme organisateur général. En 1939, à l'approche de la guerre, les activités fascistes doivent être faites en secret sous peine d'emprisonnement. 
Le PUNC voit le jour peu de temps après la dissolution du Parti national social chrétien (les « Chemises bleues » / 1934 - 1938) interdit dès le 30 mai 1940. Le parti fondé par Adrien Arcand subit de nombreuses arrestations parmi ses membres, dont le dirigeant lui-même, qui sont emprisonnés à Petawawa pour partisanerie au mouvement nazi à la suite d'une nouvelle réglementation des lois canadiennes. Une arrestation qui dure cinq années, pour tout le reste du conflit.
Les enjeux politiques du groupe vont dans le même sens que ceux présentés par le mouvement nazi, soit la suprématie de la race blanche et la haine des juifs, à qui il attribue la responsabilité de tous les maux dans le monde. Il est question d'un groupe à connotation catholique traditionaliste qui fait la promotion d'un corporatisme national. On veut dissocier le fascisme du paganisme sur des bases clairement établies.

## Activités après la fin de la Seconde Guerre mondiale
Après la guerre, Adrien Arcand revient au Québec, mais il a perdu tous ses supporteurs en raison des nouvelles lois en vigueur. Le 14 novembre 1965, Gérald Lanctôt qui fait partie du Mouvement jeune fasciste, organise un grand événement pour honorer le chef du parti à l'aréna Paul-Sauvé, où se rassemblèrent 800 personnes.
Adrien Arcand communique avec les têtes de pont de l'antisémitisme, une propagande qu'il poursuit jusqu'à son décès en 1967. Son adjoint, Gérard Lanctôt, prend la relève du mouvement politique jusqu'à sa propre mort en 2003. Le Parti de l'unité nationale du Canada figurait toujours au registre des entreprises actives en 2012.